# EPIC 205957328
EPIC 205957328 — одиночная звезда в созвездии Водолея на расстоянии приблизительно 732 световых лет (около 224 парсеков) от Солнца. Видимая звёздная величина звезды — +12,654m.
Вокруг звезды обращается, как минимум, одна планета.

## Характеристики
EPIC 205957328 — жёлтый карлик спектрального класса G. Масса — около 0,892 солнечной, радиус — около 0,85 солнечного, светимость — около 0,428 солнечной. Эффективная температура — около 5050 К.

## Планетная система
В 2018 году командой астрономов, работающих с фотометрическими данными в рамках проекта Kepler K2, было объявлено об открытии планеты.